# フレズノ・ヨセミテ国際空港
フレズノ･ヨセミテ国際空港（英: Fresno Yosemite International Airport）は、アメリカ合衆国カリフォルニア州中部、フレズノ市にある軍民共用の国際空港。空港名に「ヨセミテ」の名を冠しているが、ヨセミテ国立公園とは100km以上離れている。

## 就航路線
| 航空会社                   | 就航地                                       |
| -------------------------- | -------------------------------------------- |
| アメリカン航空             | ダラス/フォートワース、フェニックス          |
| アメリカン・イーグル       | フェニックス                                 |
| デルタ航空                 | アトランタ                                   |
| デルタ・コネクション       | ソルトレイクシティ                           |
| ユナイテッド航空           | デンバー                                     |
| ユナイテッド・エクスプレス | デンバー、ロサンゼルス/LAX、サンフランシスコ |
| アラスカ航空               | ポートランド、サンディエゴ、シアトル         |
| サウスウエスト航空         | デンバー、ラスベガス                         |
| アレジアント航空           | ラスベガス、ポートランド                     |
| アエロメヒコ航空           | グアダラハラ                                 |
| ボラリス                   | メキシコシティ、レオン、モレリア             |